# Глущенко Леонтій Петрович
Глущенко Леонтій Петрович (1914—1985) — радянський військовий, гвардії підполковник Радянської Армії, військовий штурман першого класу, учасник Другої світової війни, а також боїв біля озера Хасан і річці Халхин-Гол, учасник Параду Перемоги на Червоній площі 24 червня 1945 року. Герой Радянського Союзу

## Біографія
Народився 30 жовтня 1914 року на хуторі Смоківка Житомирського району (Україна), в селянській родині.
У 1931 році закінчив середню школу, у 1933 році — Київський будівельний робітфак, в 1935 році — перший курс Житомирського сільськогосподарського інституту. Працював техніком-агрономом Всесоюзної науково-дослідної станції хмелярства. У листопаді 1936 року призваний до лав Червоної Армії.
В 1937 році закінчив Єйське військово-морське авіаційне училище за курсом повітряний стрілець-бомбардир.
У 1938—1939 роках брав участь у боях з японськими військами в районі озера Хасан і річці Халхин-Гол.
У 1941 році закінчив 2-у Івановську вищу школу штурманів ВПС ЧА.
У боях Другої світової війни з червня 1941 року.
Екіпажу Глущенка доручалося очолювати загони дальніх бомбардувальників Іл-4, що вилітали на виконання особливо відповідальних бойових завдань. Леонтій Петрович досконало володів усіма видами орієнтування, в складних метеоумовах темної ночі, навчився безпомилково вишукувати цілі і влучно скидати на неї бомби. Командування довіряло Глущенку найвідповідальніші завдання з розвідки цілей і знищення живої сили і техніки противника.
Екіпаж Глущенка. став найкращим у 10-му Гвардійському Червонопрапорному полку авіації Дальньої дії і вже в червні 1943 року гвардії капітан Глущенко Л. П. був призначений старшим інструктором з радіонавігації — заступником старшого штурмана літаководіння 3-ї гвардійської авіадивізії Дальньої дії (згодом — 13-а Гвардійська Бомбардувальна Дніпропетровсько-Будапештська ордена Суворова Авіадивізія ДА).
За мужність і героїзм, проявлений у боях з німецько-фашистськими загарбниками, Указом Президії Верховної Ради СРСР від 18 вересня 1943 року Глущенко Леонтію Петровичу присвоєно звання Героя Радянського Союзу з врученням ордена Леніна і медалі «Золота Зірка» (№ 1731).
За роки Другої світової війни Глущенко Л. П. здійснив понад 300 бойових вильотів на бомбардування військово-промислових об'єктів у глибокому тилу ворога, з них 250 вночі. У загальній складності в небі провів понад 3500 годин.
Після війни продовжив службу у ВПС СРСР. З 1958 року Глущенко Л. П. — підполковник у запасі. Жив у місті Полтава (Україна), де в його честь названа одна з вулиць міста. Активно займався громадською діяльністю, депутат Полтавської міської Ради II, III і IV скликань.
Помер 25 листопада 1985 року. Похований на Центральному кладовищі Полтави на Алеї Героїв.

## Вшанування пам'яті
У місті Полтава є вулиця Глущенка. Згідно рішення Полтавської міської ради 30 сес. 24 скл. від 13.07.2004 "Про найменування та зміну назв вулиць, парків міста Полтави".

## Нагороди
- Медаль «Золота Зірка» з присвоєнням звання Герой Радянського Союзу
- Три ордена Леніна
- Орден Червоного Прапора
- Орден Олександра Невського
- Орден Червоної Зірки
- Орден Вітчизняної війни 1-го ступеня
- Медаль «За бойові заслуги»
- Медаль «За оборону Ленінграда»
- Медаль «За оборону Сталінграда»
- Медаль «За оборону Москви»
- Медаль «За взяття Будапешта»
- Медаль «За взяття Берліна»
- Медаль «За перемогу над Німеччиною у Великій Вітчизняній війні 1941—1945 рр»
- Понад двадцять післявоєнних ювілейних і пам'ятних медалей і знаків.